# Веска Ненчева
Веска Маринова Ненчева е български политик от БСП. Народен представител от коалиция „БСП за България“ в XLIV, XLV, XLVI, XLVII и XLVIII народно събрание. Била е общински съветник два мандата в Карлово. Член е на Съюза на офицерите и сержантите от запаса и резерва.

## Биография
Веска Ненчева е родена на 14 май 1974 г. в град Карлово, Народна република България. Завършва българска филология и медиазнание в ПУ „Паисий Хилендарски“. Била е дългогодишен преподавател по български език и литература в Средно училище „Христо Проданов“ в Карлово.